# Harmon (Dakota del Nord)
Harmon è un census-designated place (CDP) degli Stati Uniti d'America, situato nello Stato del Dakota del Nord, nella contea di Morton. Secondo il censimento del 2020 gli abitanti di Harmon ammontavano a 259.